# لیلی، فلوریدا
لیلی (به انگلیسی: Lely) یک منطقهٔ مسکونی در ایالات متحده آمریکا است که در شهرستان کلیر، فلوریدا واقع شده‌است. لیلی ۳٫۸ کیلومتر مربع مساحت و ۳٬۴۵۱ نفر جمعیت دارد و ۲ متر بالاتر از سطح دریا واقع شده‌است.